# Niederwil TG
| TG ist das Kürzel für den Kanton Thurgau in der Schweiz. Es wird verwendet, um Verwechslungen mit anderen Einträgen des Namens Niederwil zu vermeiden. |

Niederwil ist eine ehemalige Ortsgemeinde und eine Siedlung der Gemeinde Gachnang im Bezirk Frauenfeld des Kantons Thurgau in der Schweiz.
Die Ortsgemeinde umfasste Niederwil und die Weiler Bethelhausen und Strass und gehörte zur Munizipalgemeinde Gachnang. Am 1. Januar 1998 fusionierte die Ortsgemeinde Niederwil zur politischen Gemeinde Gachnang.

## Geographie
Das Dorf Niederwil befindet sich westlich von Frauenfeld zwischen der Bahnstrecke Winterthur–Romanshorn und der Autobahn A7 Winterthur–Kreuzlingen. Bethelhausen und Strass liegen hingegen nördlich der A7.

## Geschichte

### Vorrömische Zeit

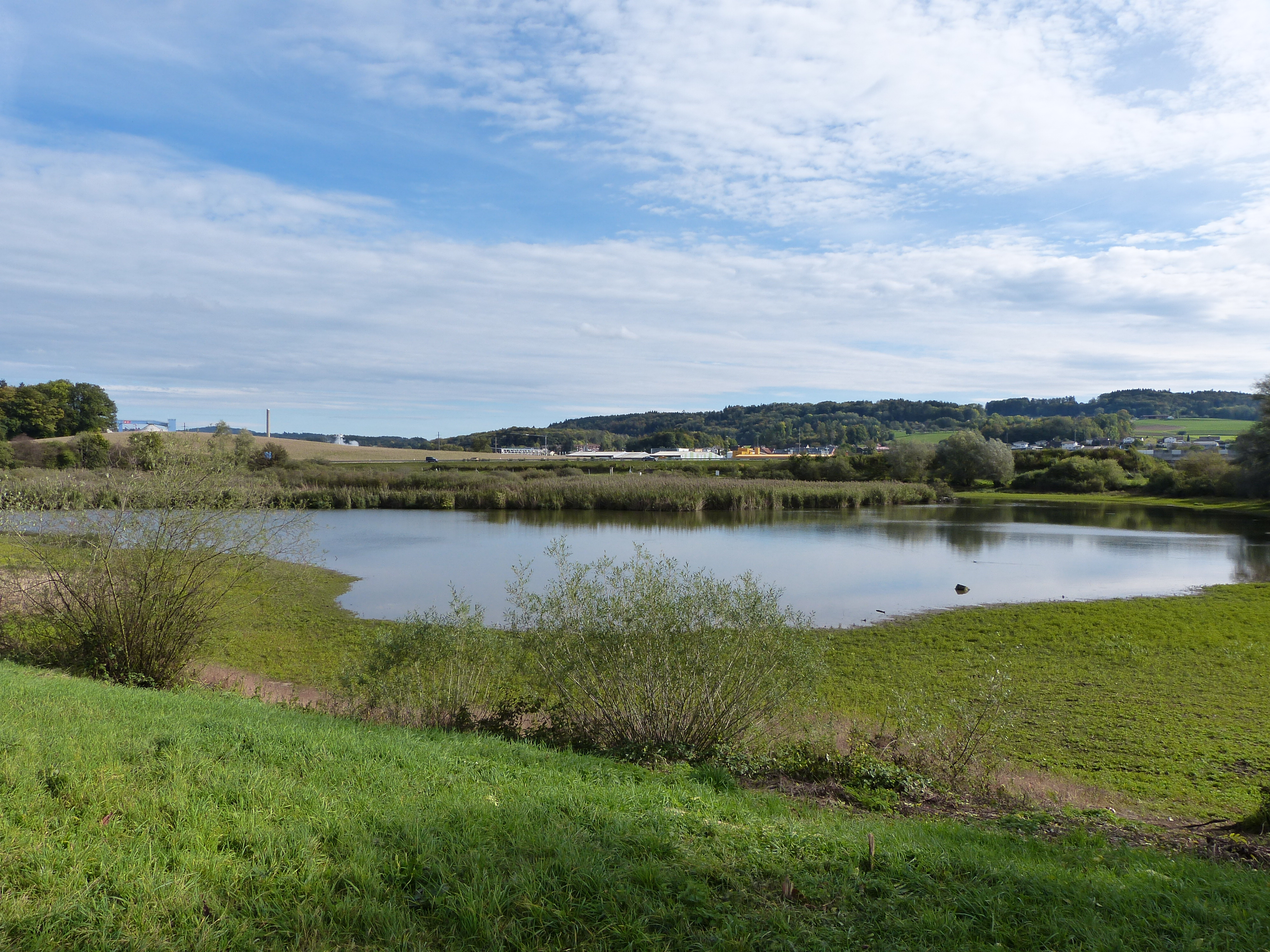
Egelsee, dahinter die Autobahn A7 und das Dorf Niederwil

1862 wurden im Egelsee, dem ehemaligen Torfmoor nördlich von Niederwil, im Zuge der intensiven Torfnutzung urgeschichtliche Siedlungsreste entdeckt. Jakob Messikommer, der bis 1884 mehrere Ausgrabungen vornahm, machte die Station bis nach Übersee bekannt. Eingehende wissenschaftliche Untersuchungen erfolgten aber erst 1962/63 durch ein niederländisches Forscherteam der Universität Groningen unter der Leitung Harm Tjalling Waterbolk. Die einperiodige Siedlung von Niederwil gehört der Pfyner Kultur an und stammt gemäss dendrochronologischer Datierung aus der Zeit von ca. 3660 bis kurz nach 3585 vor Christus. Das ovalförmige Dorfareal erstreckte sich zur Zeit der grössten Ausdehnung über eine Fläche von rund 2000 m² und wurde in der Schlussphase sicher von einem wehrhaften Palisadenzaun umgeben. Auffallend ist die Anordnung in sechs durch Gassen getrennte Häuserzeilen aus stirnseitig zusammengebauten Häusern.

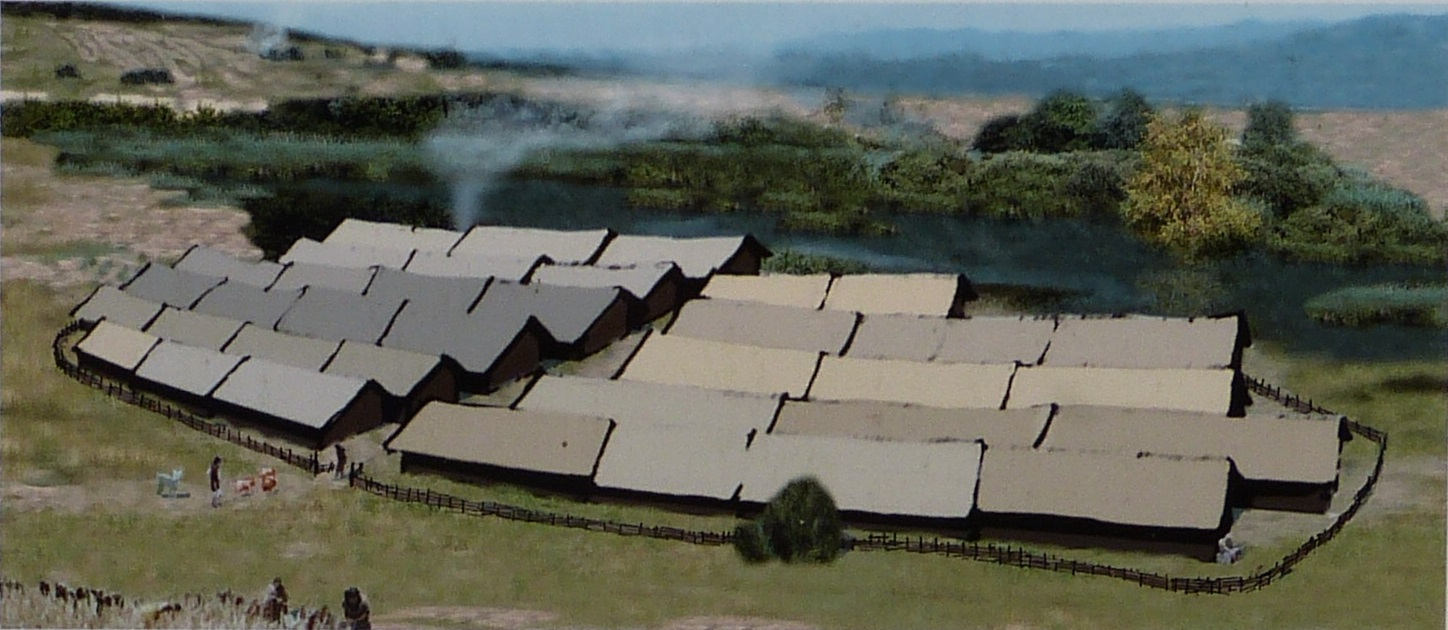
Rekonstruktion der urgeschichtlichen Siedlung Egelsee

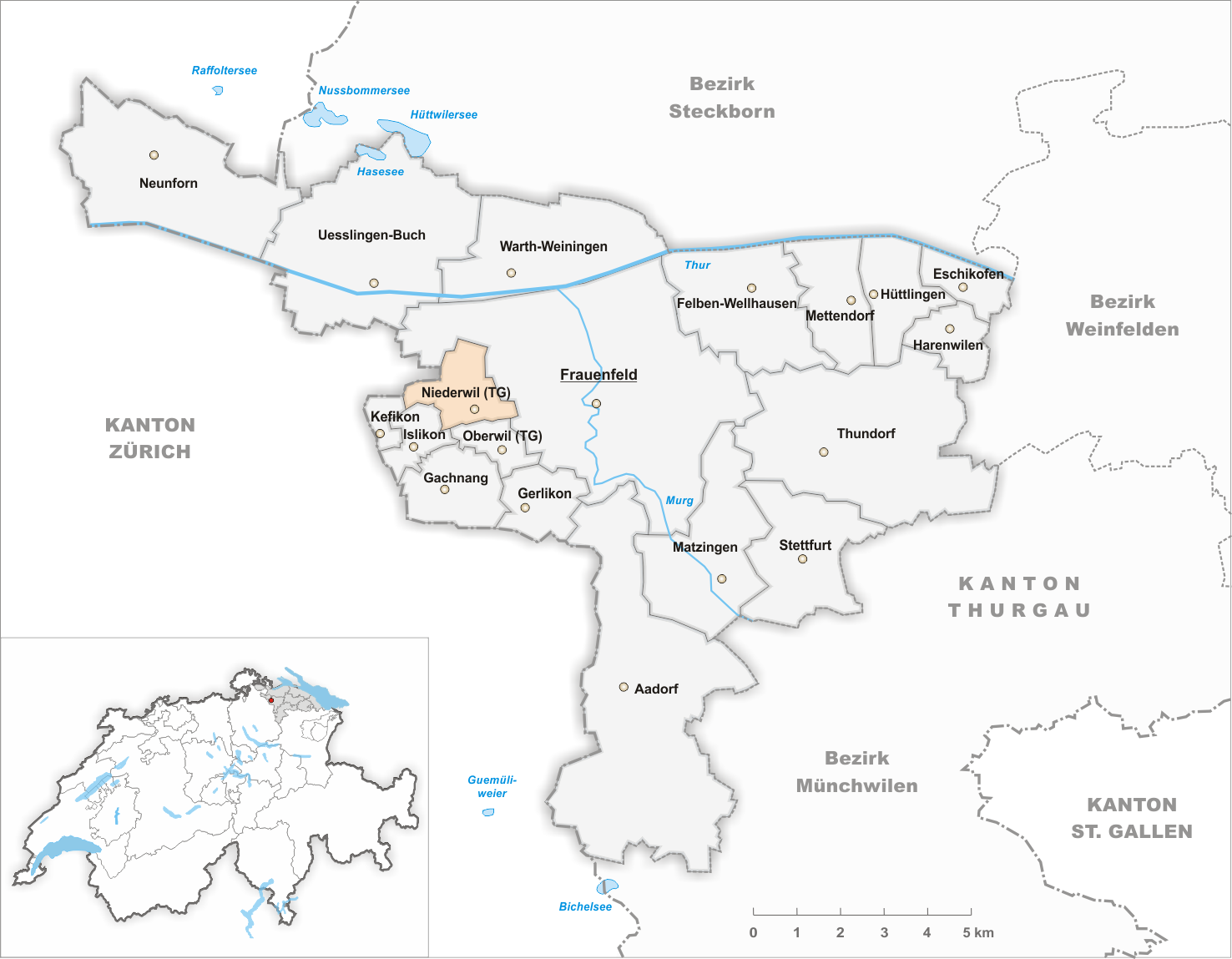
Gemeindestand vor der Fusion im Jahr 1998

In Anlehnung an die untersuchten Siedlungsteile rechnet Waterbolk mit gegen 35 in der Regel zweiräumigen Bauten von durchschnittlich 11 Meter Länge und 5 Meter Breite. Die Hausböden bestanden im Normalfall aus querverlegten, auf einem Schwellenrost ruhenden Rundhölzern oder Spaltbrettern. Örtlich lassen sich bis zu 15 Umbauphasen belegen, was einer durchschnittlichen Lebensdauer der Hausböden von weniger als fünf Jahren entspricht. Zur Konstruktion des Oberbaus der Häuser existieren nur wenige Hinweise. Danach dürften die Wände aus horizontal liegenden Bohlenbrettern bestanden haben, die an eingerammte Aussenpfosten von gegen 1 Meter Abstand fixiert waren. Unter dem Fundmaterial ragen die trefflich erhaltenen Holzartefakte hervor, die wesentlich zur heutigen Kenntnis der neolithischen Holzindustrie beitrugen.

### Gemeinde

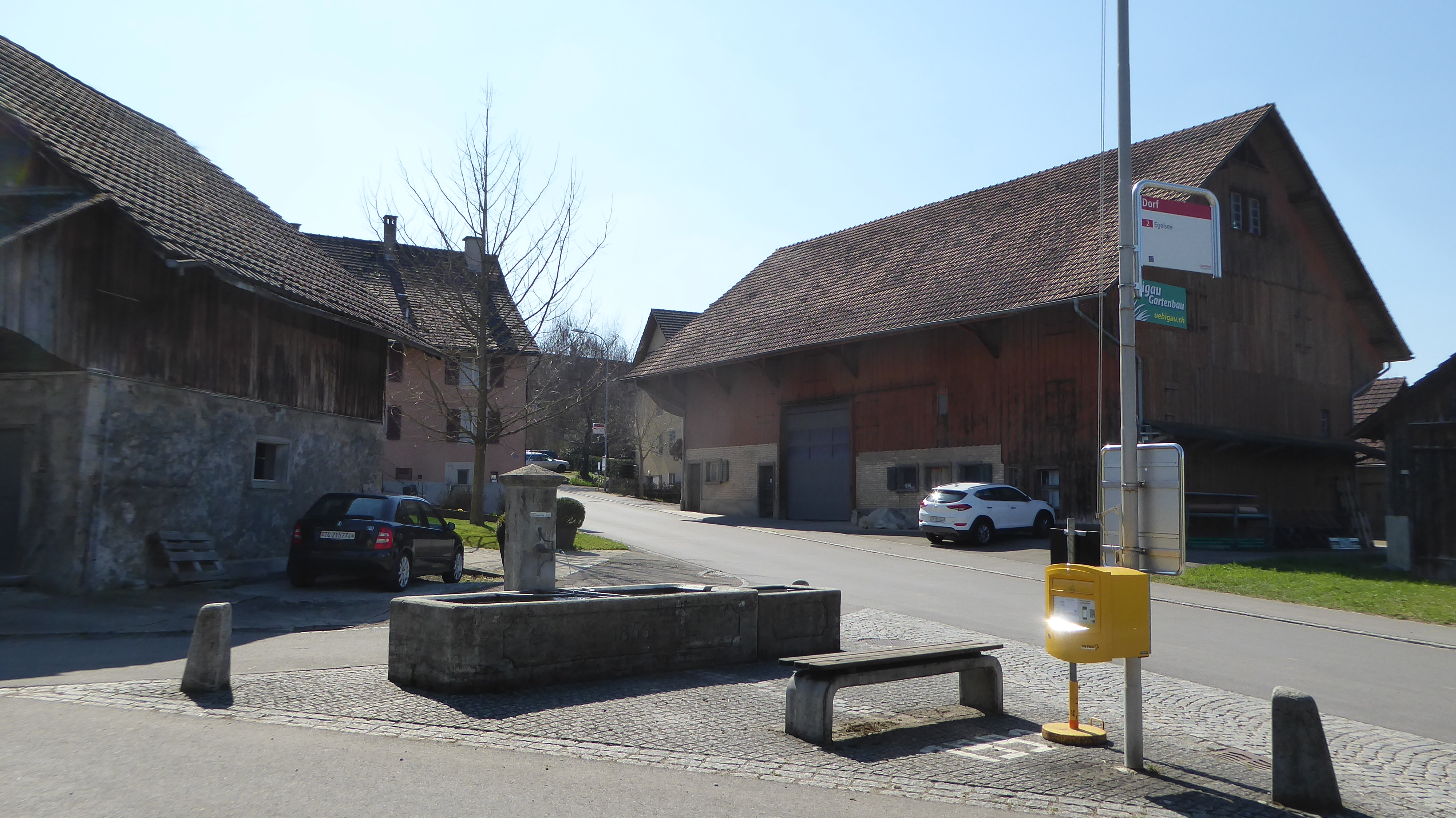
Dorfzentrum mit Brunnen

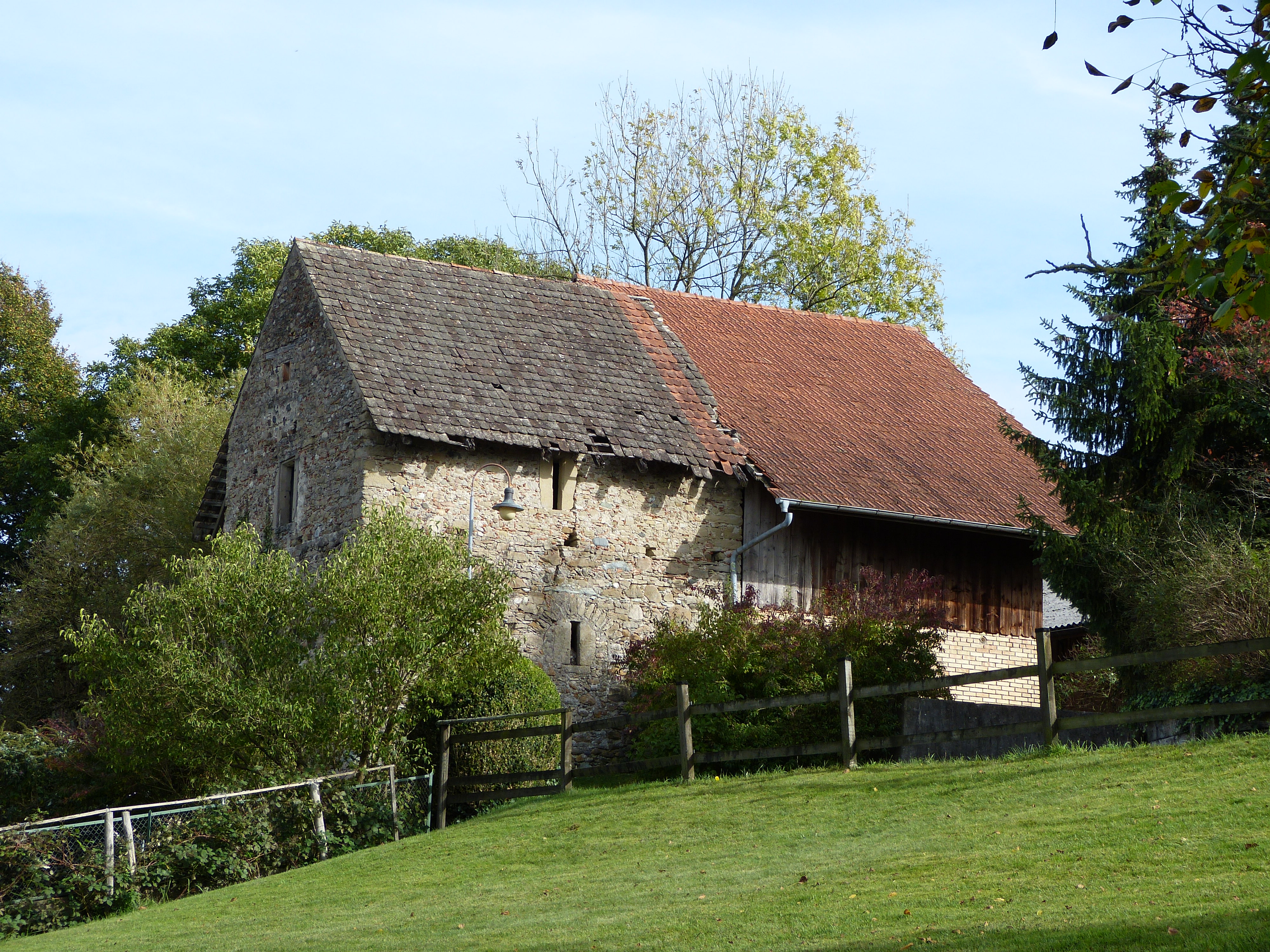
Speicher Strass

Der Ort wurde 1337 als Niderenwille erstmals urkundlich erwähnt. Niederwil, Bethelhausen und Strass gehörten im 13. Jahrhundert den kyburgischen, später habsburgischen Dienstleuten von Strass, die vermutlich in Strass einen aus grossen Steinen gemauerten, im 12. und 13. Jahrhundert erwähnten Wohnturm besassen. Später zogen sie nach Frauenfeld, wo sie den Strasshof errichteten. Um 1390 fielen die hohe und niedere Gerichtsbarkeit an Frauenfeld und verblieben dort bis 1798. Niederwil war stets nach Gachnang kirchgenössig und teilte dessen Schicksal.
In Niederwil wurde Torf abgebaut. Im 19. Jahrhundert betrieb man einen Steinbruch und von 1850 bis 1880 eine Blutegelzucht. 1900 wurde eine Käserei gegründet. Zu Beginn des 21. Jahrhunderts besass das landwirtschaftlich geprägte Dorf (Wiesen- und Obstbau) mit der Ricoter AG einen Recyclingbetrieb, eine Lack- und Farbenfabrik sowie ein Unternehmen für Alarmanlagen. Die neuen Einfamilienhaussiedlungen wachsen zunehmend in die Landschaft hinein.

## Bevölkerung
| Jahr         | 1831  | 1850  | 1900  | 1950  | 1990  | 2000  | 2010  | 2018  |
| Ortsgemeinde | 234   | 241   | 224   | 216   | 347   |       |       |       |
| Siedlung     |       |       |       |       |       | 48    | 59    | 135   |
| Quelle       | [ 2 ] | [ 2 ] | [ 2 ] | [ 2 ] | [ 2 ] | [ 4 ] | [ 5 ] | [ 6 ] |

## Sehenswürdigkeiten
Die prähistorische Seeufersiedlung Egelsee und der ehemalige Speicher Strass sind in der Liste der Kulturgüter in Gachnang aufgeführt.